# Synedoida athabasca
Synedoida athabasca är en fjärilsart som beskrevs av Berthold Neumoegen 1883. Synedoida athabasca ingår i släktet Synedoida och familjen nattflyn. Inga underarter finns listade i Catalogue of Life.